# Incomsartorite
L'incomsartorite (simbolo IMA: Isat) è un minerale del gruppo della sartorite appartenente alla famiglia dei "solfuri e solfosali" con composizione chimica Tl6Pb144As246S516.

## Etimologia e storia
L'incomsartorite prende il suo nome per la propria relazione con la sartorite e per la sua struttura incommensurabile (anche se è approssimativamente monoclina).

## Classificazione
L'incomsartorite è stata approvata dall'Associazione Mineralogica Internazionale (IMA) come specie indipendente nel 2016, quindi non compare nella classica nona edizione della sistematica dei minerali di Strunz, aggiornata dall'IMA fino al 2009.
Il minerale è elencato nell'edizione successiva, proseguita dal database "mindat.org" e chiamata Classificazione Strunz-mindat, dove l'incomsartorite compare nella classe dei "solfuri e solfosali (solfuri, seleniuri, tellururi; arseniuri, antimoniuri, bismuturi; solfoarseniuri, solfoantimonuri, solfobismuturi, ecc.)" e nella sottoclasse "2.H Solfosali di archetipo SnS"; questa è ulteriormente suddivisa in base all'eventuale presenza di alcuni metalli, in modo che il minerale possa essere trovato nella sezione "2.HC Con solo Pb" dove insieme a decatriasartorite, endecasartorite, eptasartorite ed écrinsite forma il sistema nº 2.HC.05e.
Anche nella Sistematica dei lapis (Lapis-Systematik) di Stefan Weiß l'incomsartorite è elencata nella classe dei "solfuri e solfosali" e da lì nella sottoclasse dei "solfosali (S : As,Sb,Bi = x)" dove si trova nella sezione dei "solfosali di piombo con As/Sb (x= 2,3 - 1,8)"; qui forma il sistema nº 	
II/E.25 insieme a argentoliveingite, barikaite, carducciite, decatriasartorite, endecasartorite, enneasartorite, guettardite, hyršlite, eptasartorite, liveingite, marumoite, polloneite, rathite, sartorite e twinnite.

## Abito cristallino
L'incomsartorite cristallizza nel sistema monoclino con il gruppo spaziale P21/n (gruppo nº 14) con i parametri di reticolo a = 45,9944(2) Å, b = 7,8793(1) Å, c = 58,6716(8) Å e β = 90,153(1)°.

## Origine e giacitura
L'incomsartorite è un minerale rarissimo e diversi studi sono ancora in corso; il minerale è stato trovato solo nella sua località tipo, la cava di "Lengenbach" (46.365°N 8.22111°E) nella valle di Binn (Canton Vallese, Svizzera).
Il campione tipo è conservato presso il Naturhistorisches Museum di Vienna (Austria) con il numero di catalogo N 9861.